# بوروویخا
بوروویخا (به لاتین: Borovikha) یک منطقهٔ مسکونی در روسیه است که در سرزمین آلتای واقع شده‌است.